# Michail Larionov
Michail Larionov, född 3 juni 1881 i Tiraspol, Moldavien, Guvernementet Bessarabien, Ryska kejsardömet, död 10 maj 1964 i Fontenay-aux-Roses nära Paris, rysk bildkonstnär och grundare av rayonismen.

## Biografi
Michail Larionov skolades i Moskva, där han lärde känna sin blivande hustru, Natalja Gontjarova. Han var mycket produktiv och en person med stark utstrålning som snart hade en kärna av målare från Moskva kring sig, tillsammans med vilka han organiserade utställningar som Det gyllene skinnet och den avantgardistiska konstnärsgruppen Ruter Knekts första utställning 1910.
1913 offentliggjorde Larionov det så kallade Rayonistmanifestet, vilket lade grunden för ett abstrakt måleri i Ryssland. Han spelade en viktig roll i rysk konsthistoria då han tog upp samtida franska idéer inom målarkonsten (1905-1908) och sammansmälte dessa med en inhemsk folkkonst, till exempel i Soldatsvit (1908-1911). Larionov hade även betydelse med sitt rayonistiska måleri. Mycket av detta var abstrakt, även om rayonismen egentligen inte var ett system uppbyggt på icke-föreställande kompositioner.
1914 lämnade Larionov Ryssland för att arbeta som scenograf vid Ryska baletten. Han stannade därefter i Paris.
I slutet av augusti 1937 beslagtog Propagandaministeriet i Nazityskland fyra exemplar av en färglitografi av Larionov på några tyska museer, inom ramen för en kampanj mot så kallad Entartete Kunst. Den ingick i en samlingsportfolio med italienska och ryska konstnärer utgiven av Bauhaus 1924.

## Galleri

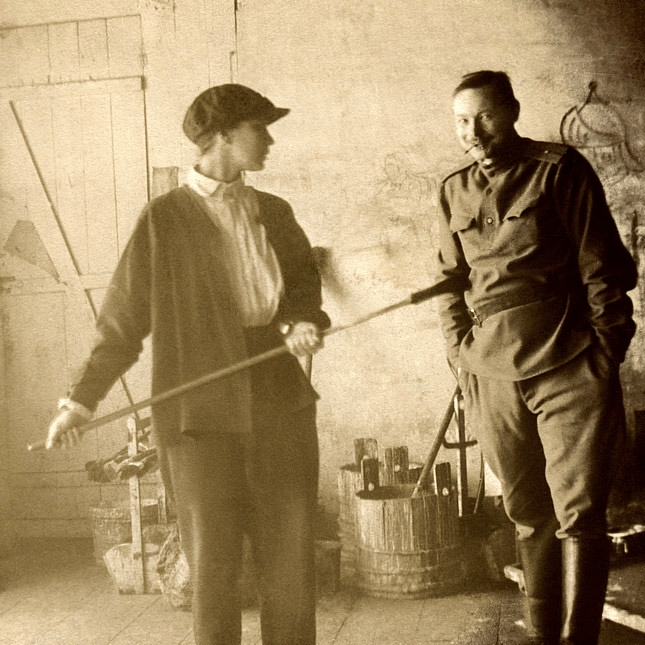
Tillsammans med Natalja Gontjarova på Bolsjojteatern under det scenografiska arbetet med baletten Guldtuppen i Moskva 1913.
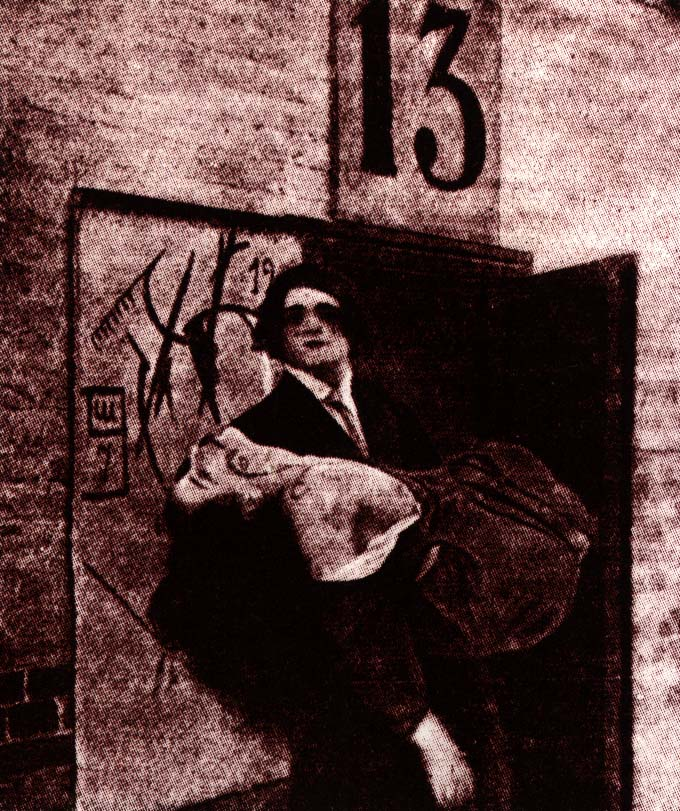
Bild ur filmen Drama på futuristernas kabaret nr 13 (1914), förmodligen i regi av Larionov som även medverkade, tillsammans med bland andra Natalja G., David Burljuk och Vladimir Majakovskij.

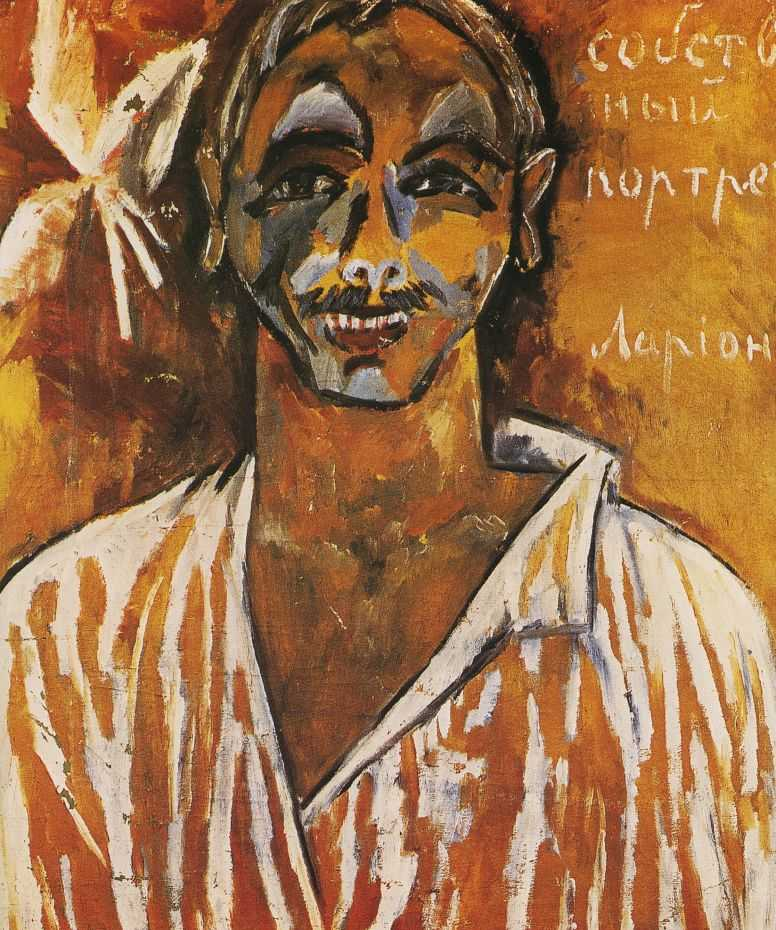
Självporträtt (1910).
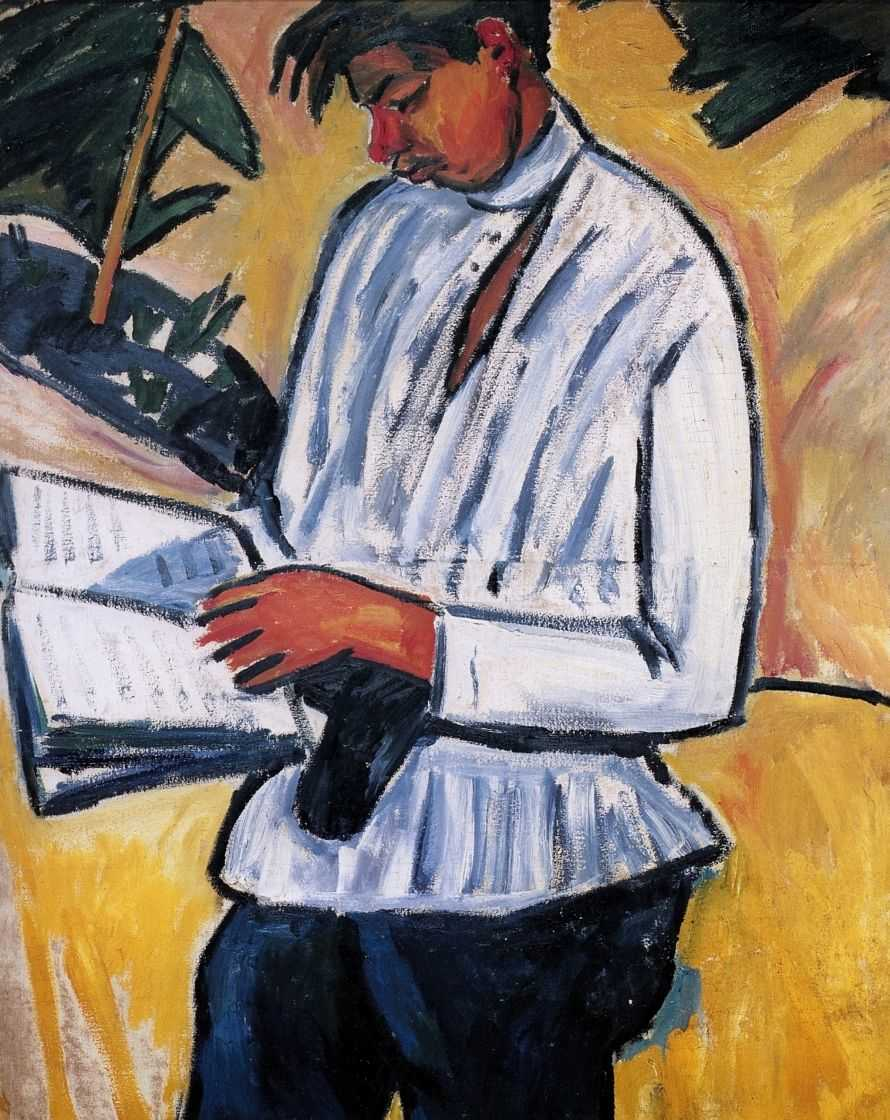
Портрет поэта Велимира Хлебникова / Porträtt av poeten Velimir Chlebnikov (1910).
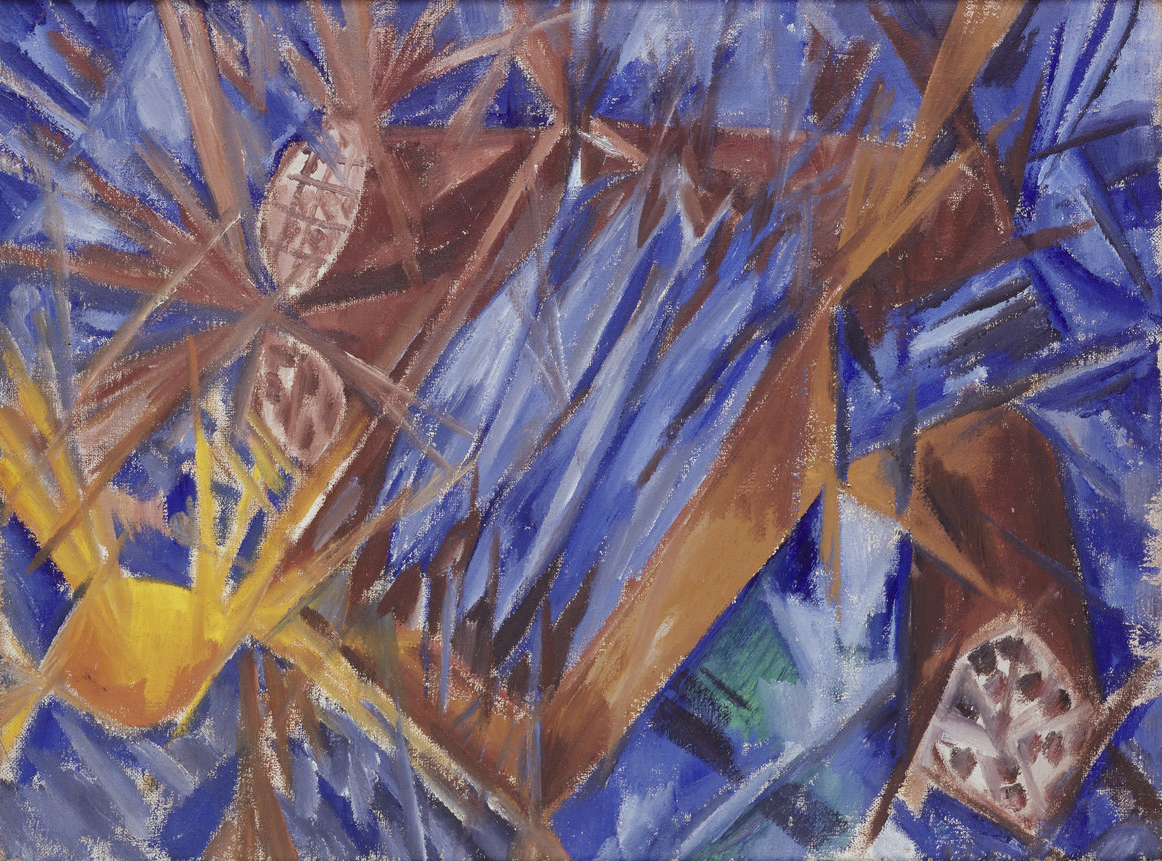
Лучистая колбаса и скумбрия / Rayonistkorvar och makrill (1912), olja på duk, stilleben, 46 × 61 cm, Museum Ludwig.
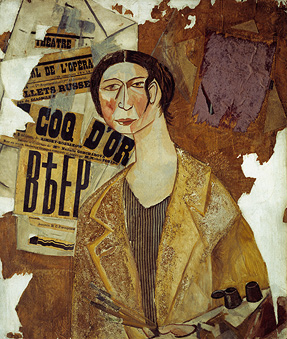
Портрет Н.С. Гончаровой / Porträtt av N.S. Gontjarova (1915).
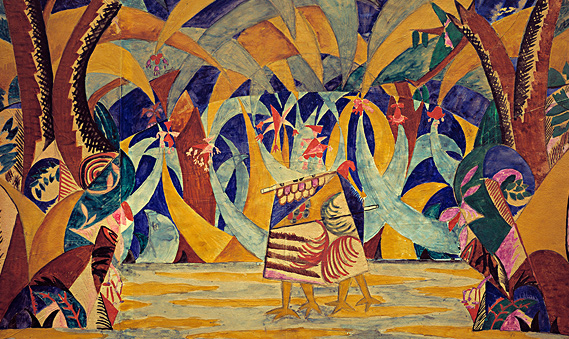
Skog, scenografi till Ryska balettens Ryska sagor (1916).

## Verk
- Neue europäische Graphik. Italienische und russische Künstler, en portfolio med 10 delvis färglagda litografier och en etsning, inbunden och med fyra textblad, (Weimar: Bauhaus-Drucke, 1924)